# Startnext
Startnext ist eine deutsche Crowdfunding-Plattform für die Finanzierung von Ideen, Projekten und Startup-Unternehmen. Die Plattform gilt nach Angaben des kommerziellen Branchendienstes für-gründer.de als Marktführer in Deutschland.

## Geschichte
Startnext wurde im September 2010 von Denis Bartelt und Tino Kreßner in Dresden gegründet. Seitdem wurde ein weiterer Standort in Berlin eröffnet.

## Modell
Der Projektinitiator beschreibt auf der Plattform seine Idee. Zusätzlich legt er ein Finanzierungsziel (genauer Geldbetrag), eine Laufzeit für die Kampagne und Gegenleistungen für seine Unterstützer fest. Diese können sich diese Gegenleistungen wie z. B. das fertige Produkt auswählen oder die Idee mit einem freien Geldbetrag unterstützen. Der Projektinitiator bekommt das Geld nur, wenn das Finanzierungsziel innerhalb der festgelegten Kampagnenzeit erreicht wird – wenn nicht, geht es an die Unterstützer zurück. Startnext finanziert sich dabei von der freiwilligen Provision von Projektinitiatoren und Unterstützern.
Im Jahr 2017 erzielte das Unternehmen einen Umsatz von 1,15 Mio. Euro, bis Ende 2019 wurden über 75 Mio. Euro im Crowdfunding eingesammelt.

## Bisherige Projekte (Auswahl)
Die folgenden Projekte sind eine Auswahl aus verschiedenen Bereichen, die erfolgreich über die Plattform Startnext finanziert worden sind.
| - Calliope mini – ein Einplatinencomputer für Bildungszwecke - Am Borsigplatz geboren – Franz Jacobi und die Wiege des BVB - Häppchenweise - Schnick Schnack Schnuck - Sie nannten ihn Spencer - Fikkefuchs - Ludwig² – Musical über König Ludwig im Ludwigs Festspielhaus in Füssen - Thomas Godoj – das Album V - PeterLicht – das Live-Album „Lob Der Realität“ - Institut für Zukunft – Finanzierung des Kirsch-Audio-Soundsystem unter dem Motto „Another Sound is Possible!“ - 10 Comicwerke des Jaja Verlags, darunter zwei ICOM-prämierte Bände. | - 12/06/2020 Olympia - „Demokratie-Festival“ im Berliner Olympiastadion und mit über 2 Millionen Euro die größte Crowdfunding-Kampagne Europas - Original Unverpackt – einer der ersten Supermärkte ohne Einwegverpackungen - Locomore – privatwirtschaftlich betriebener Fernverkehrszug - Kiron Open Higher Education – Online-Studium für Flüchtlinge - Shift7 – das erste Phablet der Shift GmbH, einer Firma, die nur faire und nachhaltige produkte herstellt - Langstrecke – Magazin der Süddeutschen Zeitung - Störsender.tv von Dieter Hildebrandt - Max-Morlock-Stadion – Stadion-Umbenennung in Nürnberg |

## Kooperationen
Startnext kooperiert mit unterschiedlichen Partnern und gemeinnützigen Organisationen wie z. B. dem Deutschen Integrationspreis der Hertie-Stiftung, Crowdfunding für Journalismus mit Correctiv oder einem Gründer-Contest mit dm. Das Sozialunternehmen ist Mitglied im Social Entrepreneurship Netzwerk Deutschland.